# Reginald Piggott
Reginald "Reg" Piggott (1930 - c. 2014) foi um cartógrafo de livros britânico cujos mapas eram conhecidos por sua elegância, clareza e escrita em itálico distinta. Seu trabalho foi publicado pela Cambridge University Press e The Folio Society, entre outras editoras. No início de sua vida, ele foi um ativista por uma melhor caligrafia e, em 1957, organizou uma pesquisa sobre a caligrafia britânica que atraiu mais de 25.000 respostas e foi posteriormente publicada em forma de livro. Ele defendeu o uso de uma forma de escrita em itálico para substituir a escrita do serviço público amplamente usada na Grã-Bretanha, que ele achava que tendia à ilegibilidade quando escrita em alta velocidade.

## Pesquisa de caligrafia
Em fevereiro de 1957, onze jornais e revistas publicaram uma carta de Reginald Piggott de 10 Finlay Drive, Dennistoun, Glasgow, na qual ele pedia amostras de caligrafia. De longe, a maior resposta veio dos leitores do The Observer, cujos leitores lhe enviaram 15.000 amostras de seus escritos. Em um artigo naquele jornal em março de 1957, Piggott explicou que estava interessado na história da caligrafia desde que começou a estudar caligrafia e que desejava desenvolver uma escrita "cursiva prática e cotidiana" para substituir o estilo do serviço público da época. em uso na Grã-Bretanha, derivado da escrita em placa de cobre vitoriana, mas que tendia à ilegibilidade quando escrita em velocidade. Ao coletar amostras de caligrafia, ele esperava desenvolver um novo estilo que fosse amplamente aceito. Ele deixou claro que não era um grafólogo e não estava oferecendo insights sobre o personagem do escritor.
Piggott imaginou uma escrita simplificada que dispensasse loops e floreios e reduzisse as formas das letras a uma forma tão fundamental quanto possível. Em um script em execução, as junções deveriam ser feitas da maneira mais simples. Ele passou a discutir a beleza da escrita itálica, que ele usou em sua própria escrita, e a inadequação da caneta esferográfica para produzi-la antes de concluir que, uma vez concluída sua pesquisa "e é certo que o novo estilo é quase perfeito ", então poderia ser amplamente adotado, levando a uma grande melhoria na caligrafia da nação.
Os resultados da pesquisa foram publicados em 1958 como Manuscrito: uma pesquisa nacional, juntamente com um plano para melhorar a caligrafia moderna, época em que Piggott havia adquirido mais de 25.000 amostras de caligrafia. Ele analisou os resultados de sua pesquisa de acordo com múltiplas características, incluindo sexo, idade e ocupação, e concluiu com um capítulo delineando um plano para melhorar a escrita moderna usando uma forma de escrita em itálico. Escrevendo no New Scientist, Gail Vines colocou a pesquisa de Piggott e o entusiasmo do público pelo projeto no contexto da rápida mudança social e tecnológica na década de 1950, que resultou em um pânico moral sobre o declínio dos padrões de caligrafia que refletia uma ansiedade generalizada sobre ameaças aos padrões. em um mundo em mudança.

## Cartografia
A cartografia de Piggott era conhecida por sua clareza e elegância, auxiliadas por suas distintas letras em itálico. Em 2014, o escritor de viagens Nicholas Crane o descreveu como "o mais brilhante cartógrafo de livros de nossa geração".
Ele produziu vários mapas para a Cambridge University Press e outras editoras, incluindo uma série sobre a Inglaterra anglo-saxônica, e teve uma longa associação com a The Folio Society para cujos livros ele produziu muitos trabalhos, incluindo um mapa de página dupla da propagação do Grande Incêndio de Londres que foi incluído em seu volume sobre o assunto publicado em 2003. Ele preparou os mapas para The Oxford Illustrated History of Britain (1984) e com sua esposa Marjorie para volumes de Nikolaus Pevsner 's The Buildings of England. 
Em 2012, a Aurum Press publicou Mile by mile London to Paris em que a rota entre as cidades foi traçada por Piggott com texto de Matt Thompson, assumindo uma viagem pelo Golden Arrow, quando existiu, e pelo Eurostar mais recentemente.